# Baptisterium

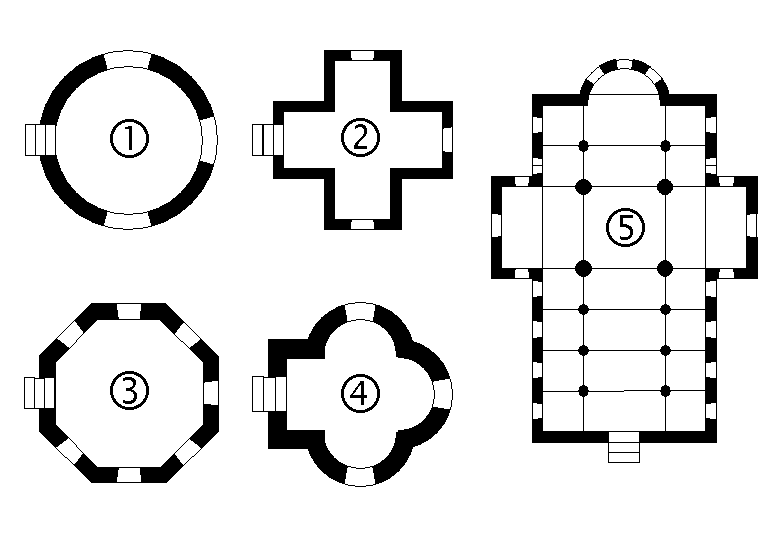
Grundrissbeispiele

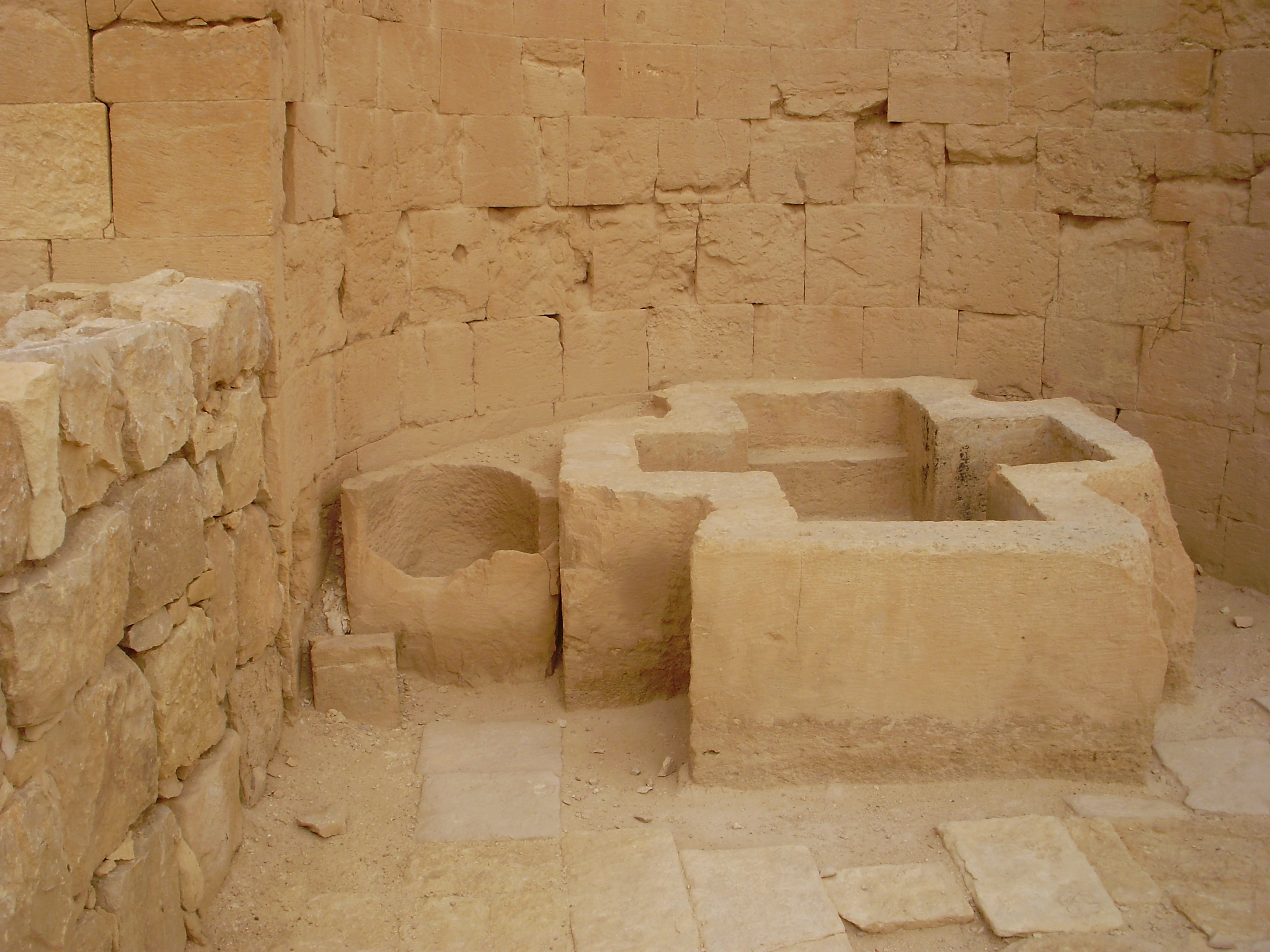
Kreuzförmiges Taufbecken einer Basilika in Schivta, Negev, Israel

Baptistisches Baptisterium (Paris, Ende des 19. Jahrhunderts)

Baptisterium der evangelisch-freikirchlichen Christuskirche in Heiligenstadt in Oberfranken

Baptisterium (von griech. βαπτίζω baptízō „untertauchen, taufen“, βάπτισμα báptisma „Eintauchen, Waschung, Taufe“) bezeichnet im heutigen Sprachgebrauch eine christliche Taufkapelle.

## Zur Geschichte
Ursprünglich war mit Baptisterium das Becken eines römischen Kaltwasserbades innerhalb einer Thermenanlage gemeint. Von den Christen wurde die Bezeichnung zunächst für das Taufbecken, später auch für das Taufhaus selbst übernommen. Die überall im Reich entstehenden spätantiken Taufpiscinen für die Ganzkörpertaufe gingen ihrerseits auf die Thermen der griechisch-römischen Badekultur zurück, welche anfangs bisweilen noch umgenutzt und dann zum Vorbild für die Anlage der Baptisterien wurden.
In der Frühphase des Christentums wurden Baptisterien als besondere Bauten meist unmittelbar neben einer Kirche errichtet, oft auch mit dieser verbunden. Sie waren häufig als Zentralbau mit viereckigem, rundem, polygonalem oder vornehmlich im Osten auch kreuzförmigem Grundriss mit einem großen Taufbecken in der Mitte ausgebildet. Gelegentlich war das Taufbecken von einem Säulenkranz umgeben, über dem sich ein Baldachin bzw. Ciborium befand. Schon seit der Spätantike konnte es an einem Ort auch mehrere Baptisterien geben.
Der Sinn einer gesonderten Taufkapelle außerhalb des Kirchenraumes lag seit der frühchristlichen Zeit darin, dass kein Ungetaufter den geheiligten Raum der Kirche betreten durfte. Die Taufe Erwachsener wurde überdies an gänzlich unbekleideten Täuflingen vollzogen, die in ihrer Nacktheit nicht in die eigentliche Kirche durften.
Außerhalb Italiens verlor das Baptisterium seit dem 8. Jahrhundert (789) seine Eigenständigkeit, als angeordnet wurde, dass Kinder schon im ersten Jahr getauft werden sollten, und sich daher die Taufen in die eigentliche Kirche verlagerten. Nur Italien behielt die Tradition der gesonderten Taufkapellen teilweise bei.
Aus frühchristlichen Quellen wissen wir, dass die Taufe entweder durch vollständiges Untertauchen (vornehmlich in Richtung Osten) oder durch Übergießen des im Wasser stehenden Täuflings vollzogen wurde. Die Baptisterien waren auch deshalb oft relativ groß, weil Taufen nur an bestimmten Tagen im Kirchenjahr stattfanden, vor allem in der Osternacht. Als ab der Karolingerzeit die Zahl der Kindertaufen unmittelbar nach der Geburt zunahm, wurden die von der Kirche unabhängig errichteten Baptisterien seltener, da nunmehr kleine Taufbecken ausreichten. Alte Baptisterien blieben oft als Johannes dem Täufer geweihte Kirchen erhalten, nachdem sie liturgisch funktionslos geworden waren.

## Zur Zahlensymbolik und andere Bedeutungen
Der Grundriss der Baptisterien ist häufig oktogonal, also achteckig. Acht bedeutet ganz allgemein Neuanfang und Auferstehung: Am ersten Tag der Woche (Sonntag) stand Christus von den Toten auf, und so wurde der ursprünglich erste Schöpfungstag als achter Tag und Tag der Neuschöpfung betrachtet. Acht Tage später erschien Jesus den Jüngern neuerlich, acht Menschen überlebten in der Arche Noahs.
Auch die Gregorianische Musik der Salier-Zeit hat 8 Töne.
Das Achteck vermittelt außerdem geometrisch gesehen zwischen dem Quadrat als dem Symbol der Materie und dem Kreis als dem Symbol des Geistes, und es steht damit zwischen Diesseits und Jenseits, entsprechend der Verbindung zwischen Irdischem und Himmlischem in der Taufe.
Darüber hinaus gibt es auch die runde Form. Symbolisch bedeutet die Taufe Tod und Auferstehung: Tod, insofern der zu Taufende unter Wasser getaucht wird und hierbei zeichenhaft der sündhafte alte Mensch stirbt und zum neuen ewiges Leben geboren wird (Röm 6,3-5 ). Daher haben die christlichen Baptisterien oft die runde Form des antiken römischen Mausoleums übernommen, das in seiner traditionellen Form rund war. Auch die Rotunde über dem Grab Jesu in Jerusalem aus dem 4. Jahrhundert ist bis heute ein Rundbau.
Das historische Vorbild für diese Bauform sind einerseits also die etruskischen Gräber der Vorzeit, die Pate für die Kaisergrabmäler standen, und die Anastasis in Jerusalem, andererseits auch das überkuppelte Caldarium, also der Heißwasserraum einer antiken Thermenanlage.

## Bekannte Baptisterien

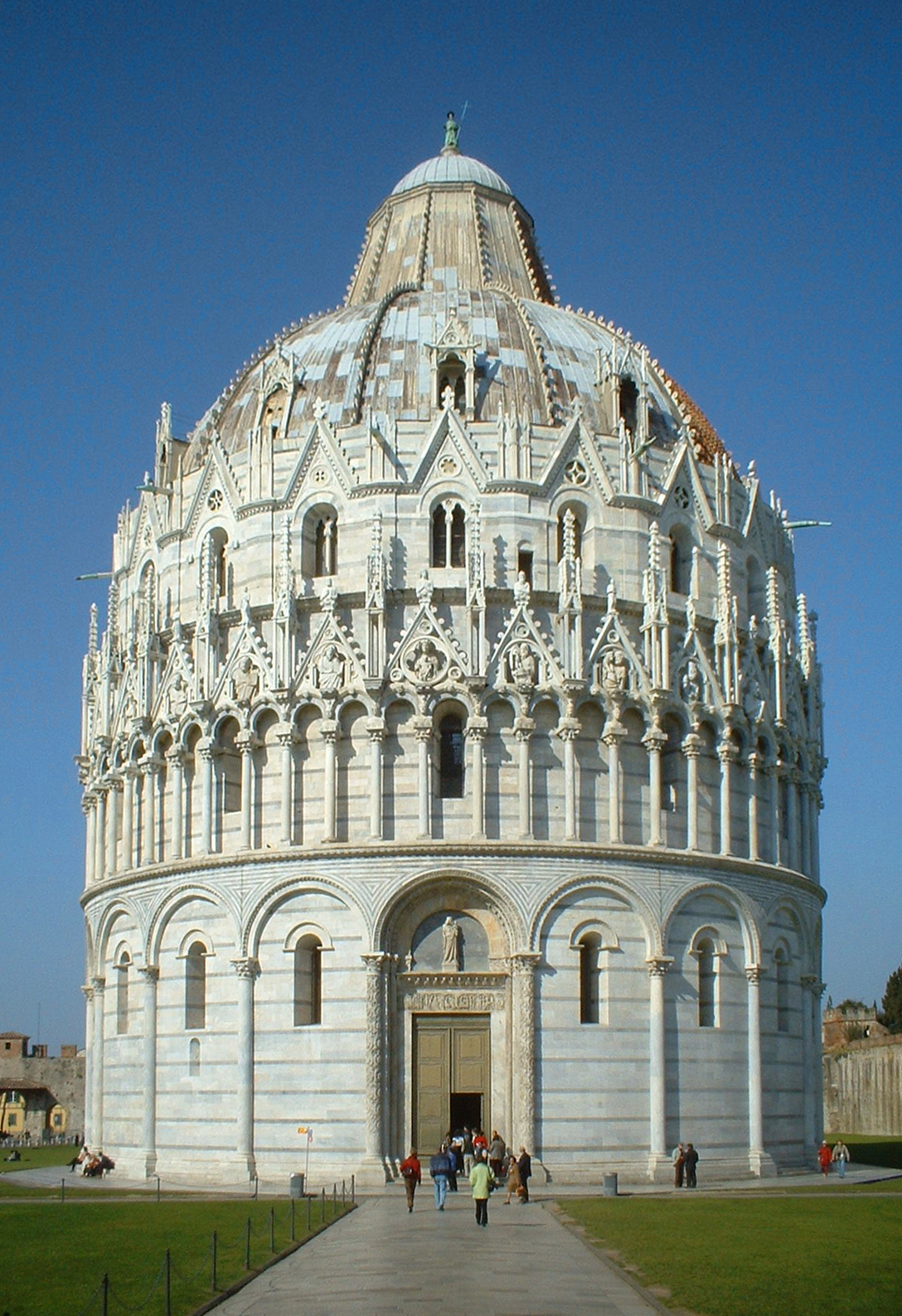
Das Baptisterium in Pisa

Die ältesten erhaltenen Baptisterien stammen aus dem 4. Jahrhundert. Eines der ältesten ist das Baptisterium des Lateran in Rom (siehe Bild).
Im 5. Jahrhundert entstanden die berühmten Taufkirchen in Ravenna: das Baptisterium der Orthodoxen (Baptisterium der Kathedrale) und um 500 das Baptisterium der Arianer mit ihren prächtigen Mosaiken.
Auch die achteckigen Baptisterien von Portbail in der Region Normandie und Fréjus sollen aus dieser Zeit stammen.
Das Baptisterium Saint-Jean in Poitiers ist eines der ältesten christlichen Bauwerke Frankreichs.
Das Baptisterium Riva San Vitale im Kanton Tessin in der Schweiz stammt aus dem 5. Jahrhundert.
Das Baptisterium San Giovanni in Florenz entstand nach antikem Vorbild im Stil der Protorenaissance.
Das Baptisterium San Giovanni in Parma zählt zu den bedeutendsten mittelalterlichen Bauwerken Italiens am Übergang vom romanischen zum gotischen Stil.
In Deutschland gibt es frühchristliche Baptisterien in Köln und Boppard aus dem 6. Jahrhundert.
Das Baptisterium in Pisa ist die größte Taufkirche in der christlichen Geschichte und Teil des UNESCO-Weltkulturerbes.
Das Baptisterium von Torre de Palma in Portugal ist das größte auf der Iberischen Halbinsel.

## Fotos

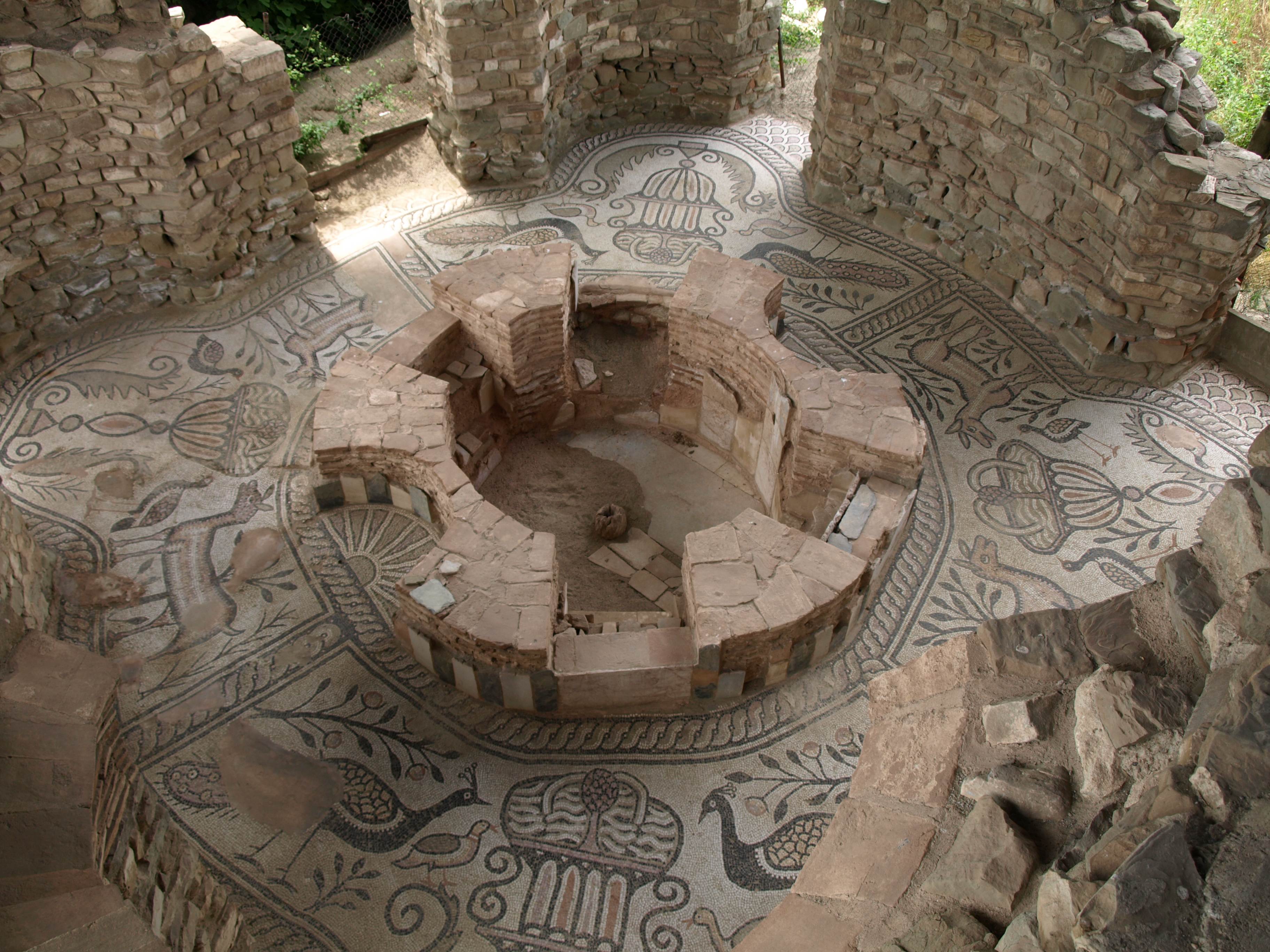
Baptisterium einer römischen Basilika in Stobi, Mazedonien.(4. Jahrhundert)
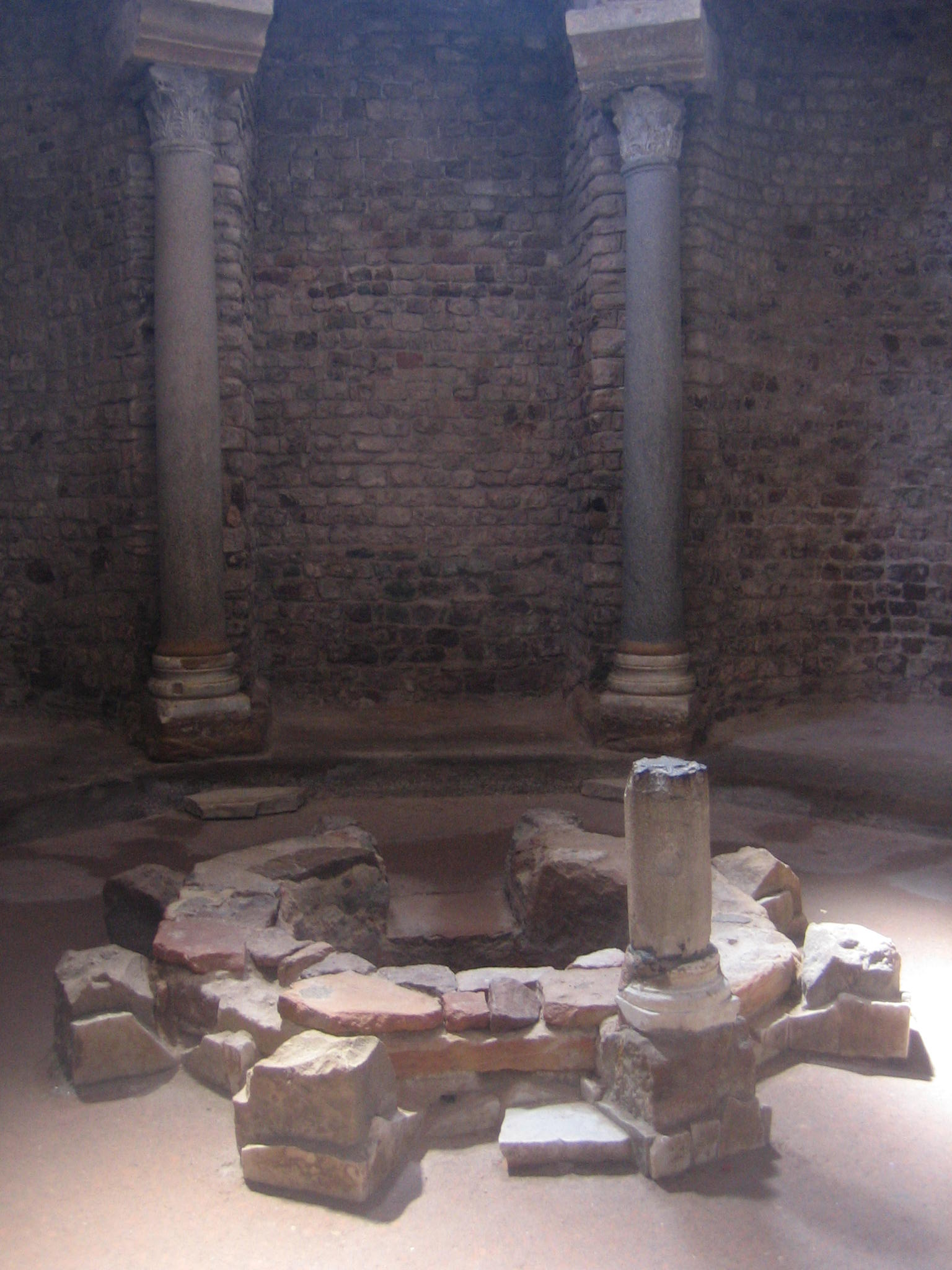
Baptisterium in der Kathedrale von Fréjus (5. Jahrhundert)
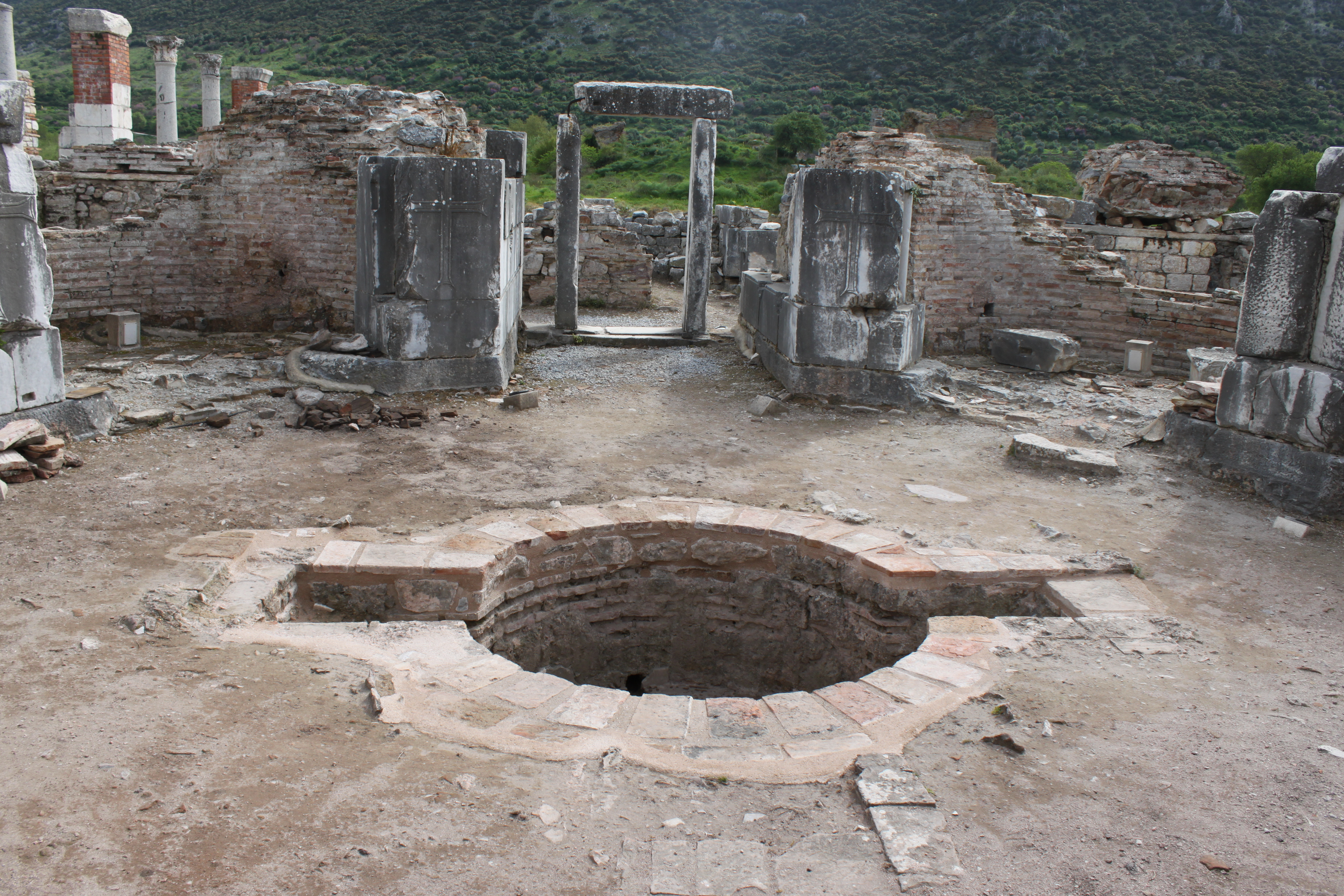
Baptisterium der Marienkirche in Ephesos (6. Jahrhundert)
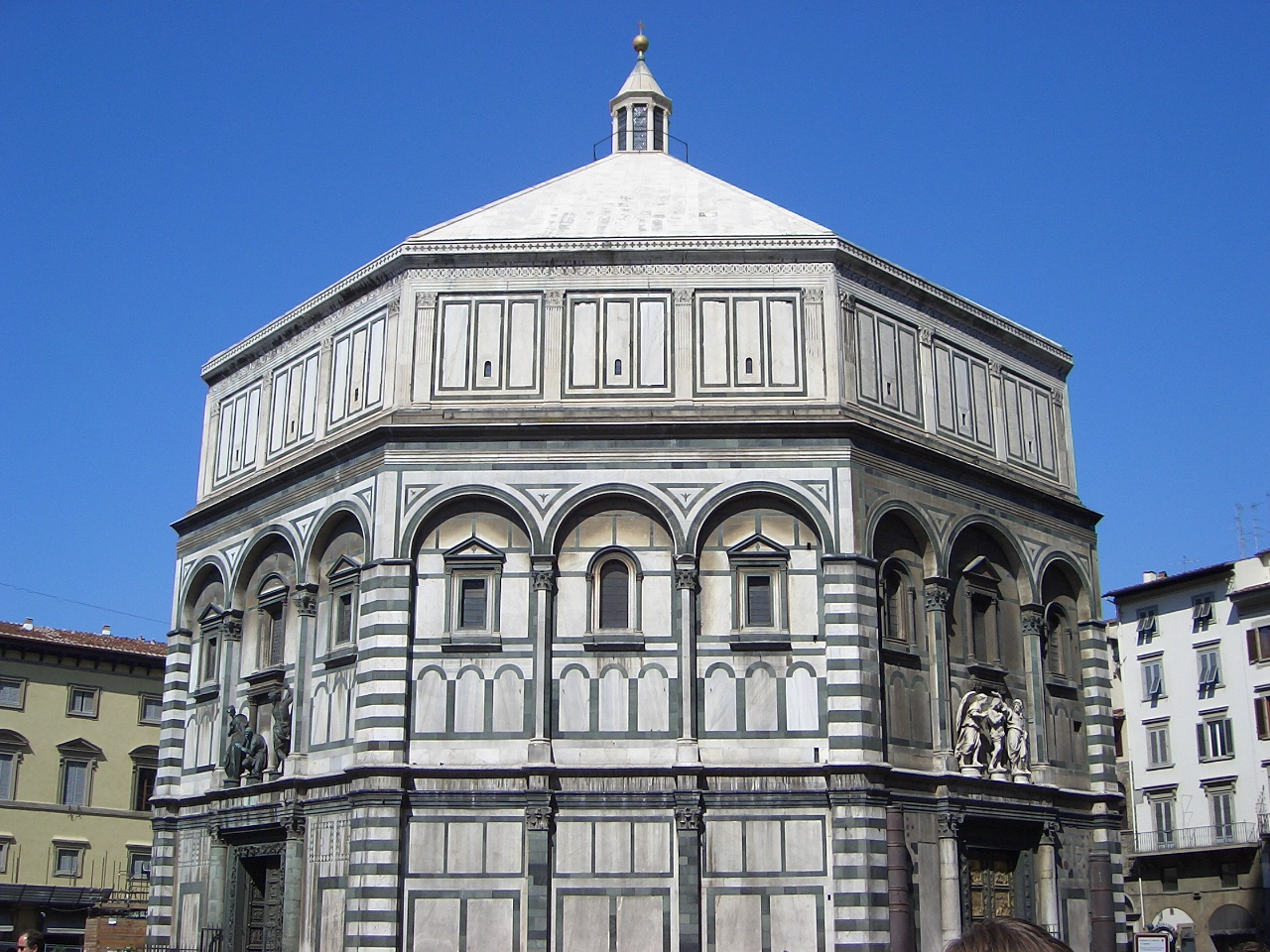
Baptisterium San Giovanni in Florenz (11. Jahrhundert)
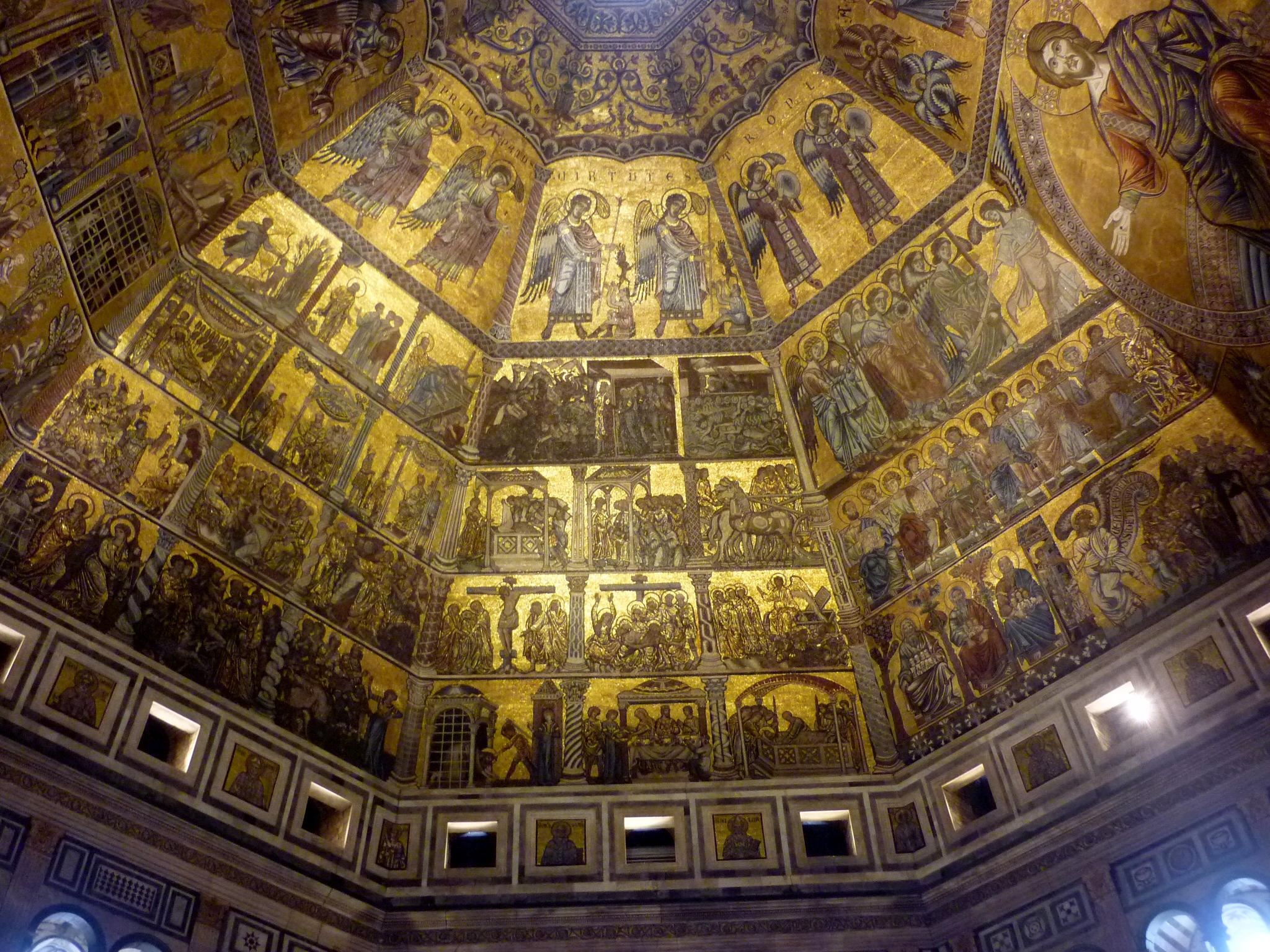
Baptisterium San Giovanni in Florenz, innen
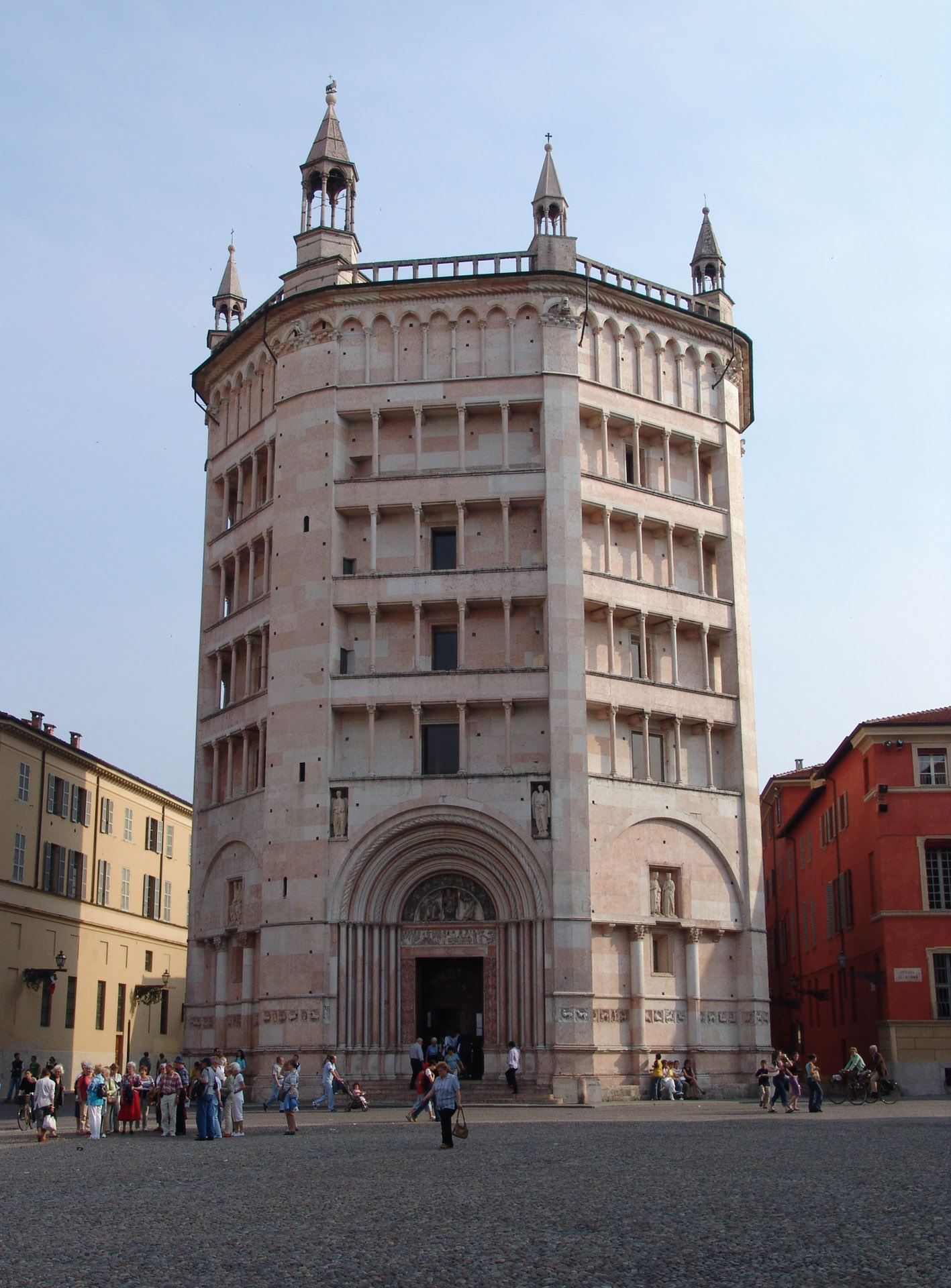
Baptisterium in Parma (13. Jahrhundert)
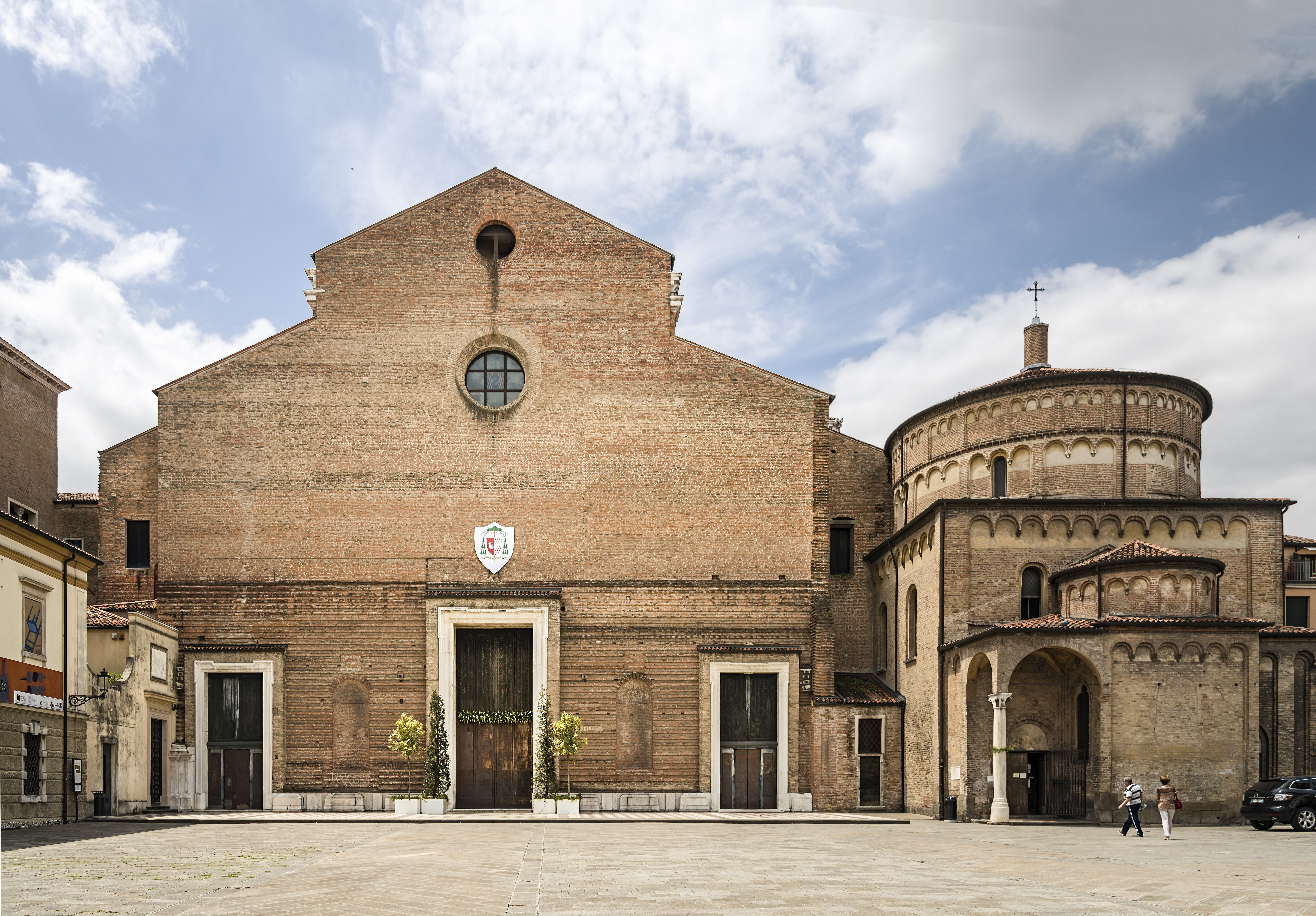
Kathedrale und Baptisterium in Padua (13. Jahrhundert)
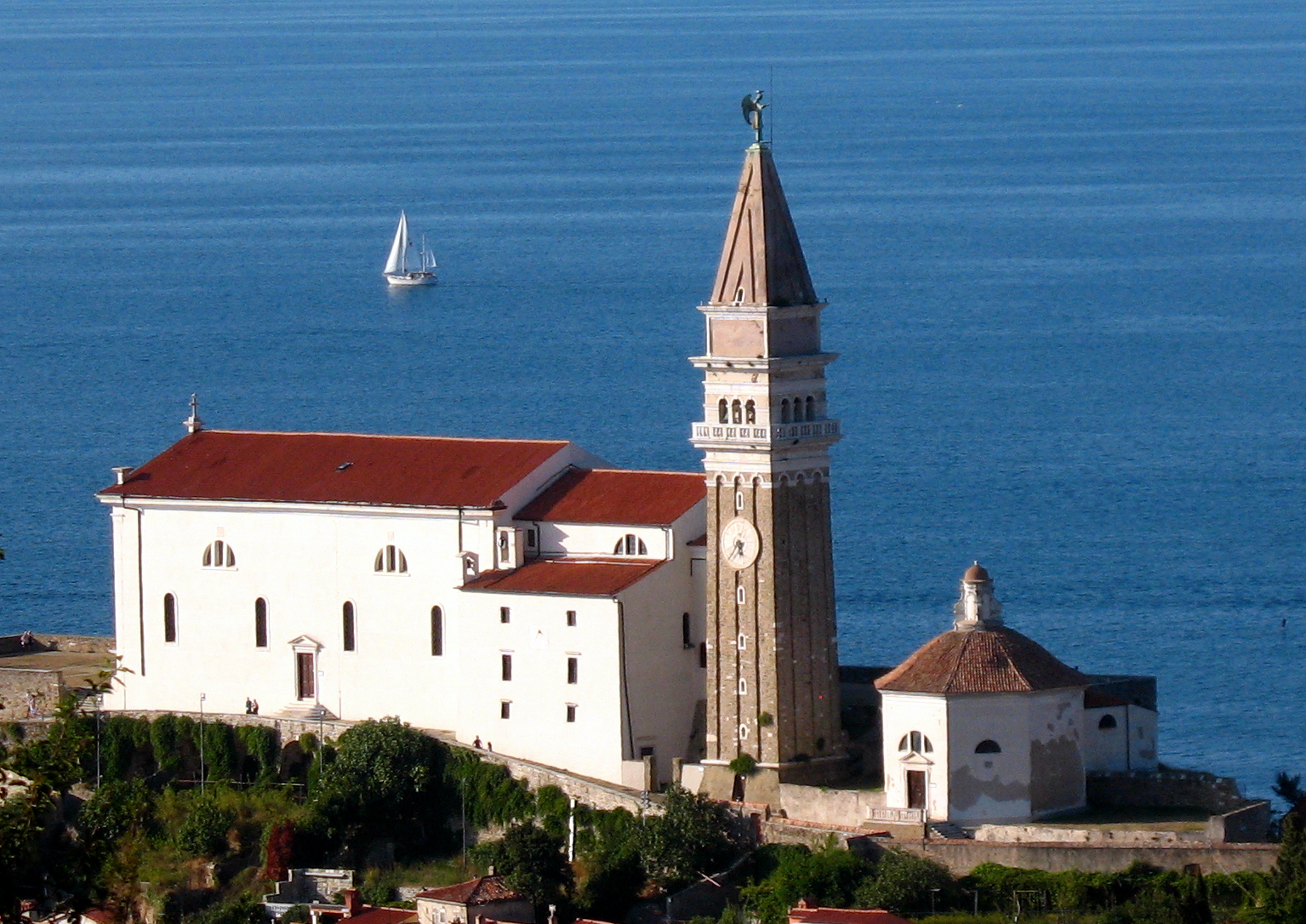
St. Georg mit Baptisterium in Piran (17. Jahrhundert)⊙